# Обухово (Кировская область)
Обухово — село в Пижанском районе Кировской области, центр Обуховского сельского поселения.
Расположено на правом берегу реки Пижма при впадении в неё реки Шуга. Упоминается в 1646 как дворцовое село Липовое Поле с церковью Воскресения с приделом Покрова Пресвятой Богородицы. Вплоть до XX века носило название Липово. Пристань на реке Пижма.

## Население
| 2010 |
| ---- |
| 484  |